# Yut

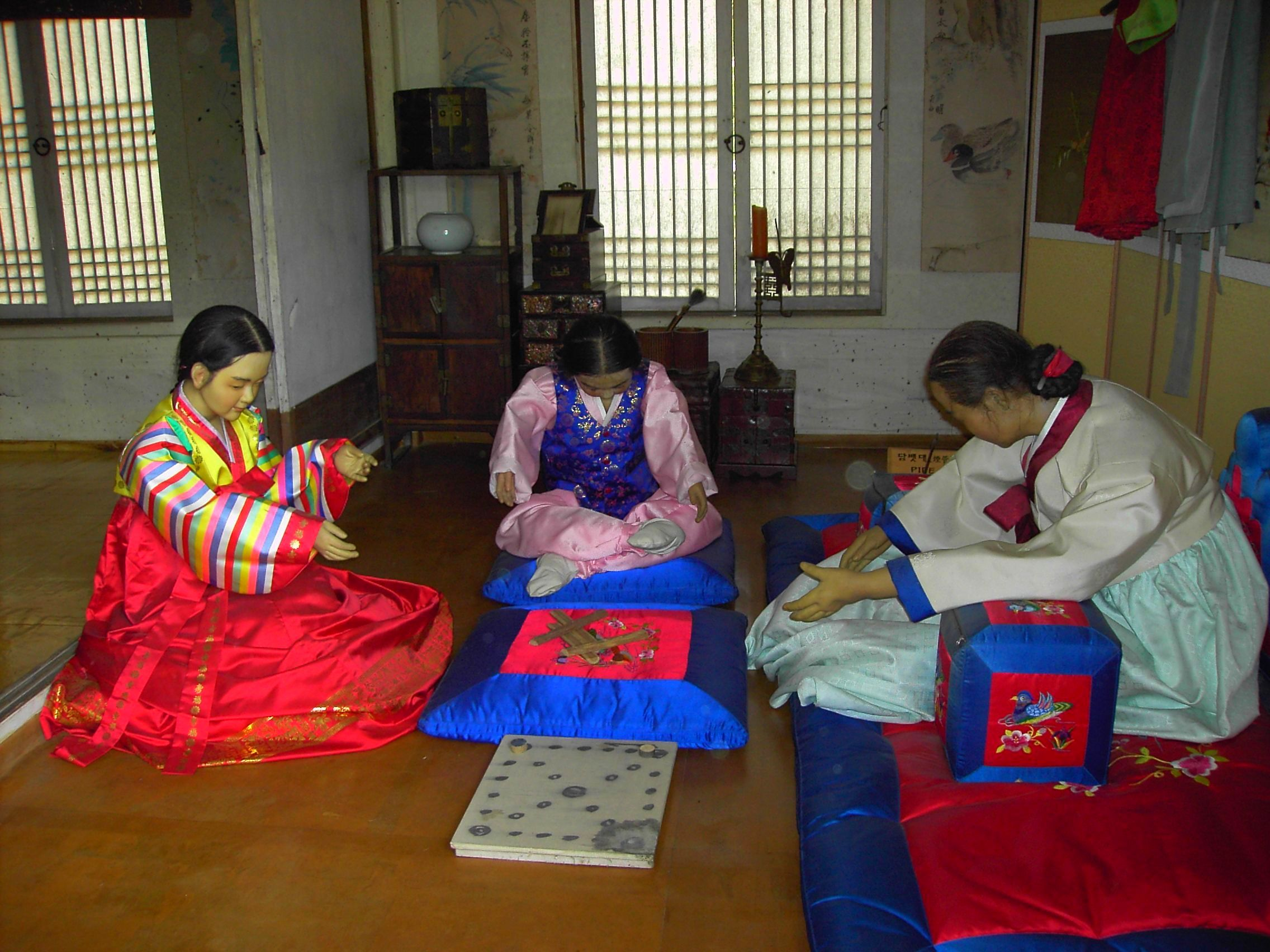
Spielszene in einem Folkloredorf

Yut (윷) oder Yunnori (윷놀이, wörtlich: Yut-Spiel, häufig auch Nyout oder Nyout-nol-ki geschrieben) ist ein traditionelles Brettspiel aus Korea. Es stammt aus der Zeit der 3 Königreiche (57 vor Chr. bis 668 nach Chr.) Es gilt als Vorgänger des indischen Spiels Pachisi und damit auch als Vorgänger der Spiele Mensch ärgere Dich nicht und Eile mit Weile. Die unterschiedlichen Schreibweisen rühren daher, dass sich die koreanischen Schriftzeichen nicht eindeutig auf lateinische abbilden lassen. Die revidierte Schreibweise ist Yut bzw. Yutnori.

## Spielregeln
Beim Spiel werden vier markierte Stäbe geworfen. Ziel ist es, die eigenen Steine am schnellsten über das Spielfeld zu bewegen. Zunächst werden die Stäbe in die Luft geworfen; die Art, wie diese zum Liegen kommen, entscheidet über die Anzahl der Spielzüge.
Geschichtlicher Hintergrund ist der Legende zufolge die Zucht von fünf verschiedenen Tieren: Schweine, Hunde, Schafe, Kühe und Pferde.

### Bestandteile des Spiels

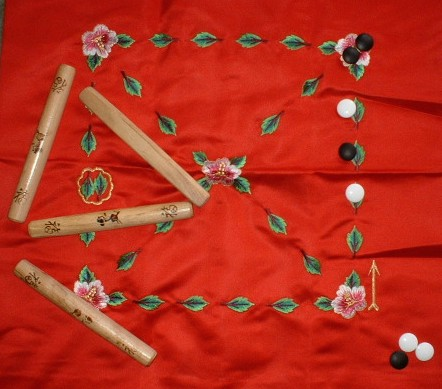
Spielgrund

Der Spielgrund (mal-pan, 말판): Er besteht gewöhnlich aus zusammengenähten Kleidern, kann aber auch auf den Boden, ein Blatt Papier oder eine Grundplatte gemalt sein und ist von quadratischer oder rechteckiger Form. Es gibt vier gerade und zwei diagonale Verbindungswege, die jeweils fünf Spielfelder aufweisen. Die diagonalen Verbindungen kreuzen sich in der Mitte und teilen sich damit das Spielfeld, so dass man auf eine Gesamtzahl von 29 Spielfeldern kommt (28 ohne das Startfeld)
Die Wurfstäbe: Die vier runden, 15–17,5 cm langen, auf jeweils einer Seite abgeflachten Yut-Stäbe (yussem, 윷셈) mit einem Durchmesser von 1–3 cm erfüllen die Funktion von Würfeln.

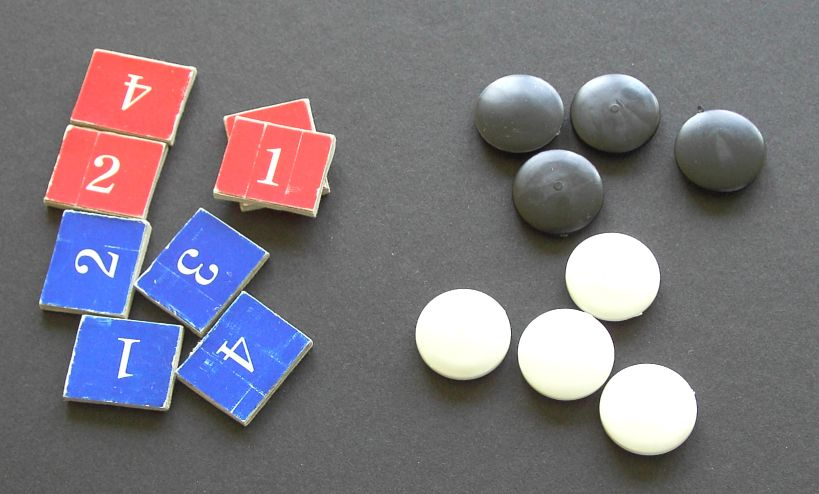
Verschiedene Spielsteine

Spielsteine: Beide Spielgegner (bzw. gegnerische Mannschaften) verfügen über vier mal (말) genannte Spielsteine. Es gibt keine allgemeinen Regeln über die Beschaffenheit der Spielsteine, außer der einen, dass sie klar unterscheidbar sein müssen. Neben den flachen, runden Plastiksteinen in Schwarz und Weiß finden auch Münzen, Knöpfe, Kieselsteine oder Schachfiguren (aus dem westlichen oder dem koreanischen Schach) häufig Verwendung. mal bedeutet wörtlich übersetzt Pferd, weshalb viele Spieler glauben, nach der Wahl schneller Spielsteine (Pferde) auch im Spiel schneller voranzukommen.

### Wurf der Yut-Stäbe
Die Anzahl der Felder, die ein Spielstein in einer Runde vorrücken kann, ergibt sich aus dem Wurf der Stäbe, je nachdem wie viele mit der runden oder flachen Seite nach oben zeigen. Dabei hat jede Kombination runder und flacher Stabseiten einen eigenen Namen:
- 1 flache Seite + 3 runde Seiten = do (도, Schwein)= 1 Feld vor
- 2 flache Seiten + 2 runde Seiten = gae (개, Hund)= 2 Felder vor
- 3 flache Seiten + 1 runde Seite = geol (걸, Schaf)= 3 Felder vor
- 4 flache Seiten = yut (윷, Kuh)= 4 Felder vor und nochmal werfen
- 4 runde Seiten = mo (모, Pferd)= 5 Felder vor und nochmal werfen

Da es sich um vier zweiseitige Stäbe handelt, ergeben sich unterschiedliche Wahrscheinlichkeiten des Wurfwertes. Beispielsweise gibt es sechs Möglichkeiten, zwei flache und zwei runde Seiten zu werfen – von insgesamt sechzehn Möglichkeiten. Die Wahrscheinlichkeit einen gae zu werfen, beträgt also 37,50 %. Eine yut oder ein mo zu werfen dagegen nur 6,25 %. Das sind Wahrscheinlichkeiten, die davon ausgehen, dass die Wurfstäbe ideal sind. Das bedeutet, dass die Wahrscheinlichkeit, eine flache Seite zu werfen, genau gleich groß ist wie die, eine runde Seite zu landen. Aber auch dies ist nicht der Fall, und so ist anzunehmen, dass ein mo seltener geworfen wird als ein yut.
| Wurf             | Wert | Wahrscheinlichkeit |
| ---------------- | ---- | ------------------ |
| do (도, Schwein) | 1    | 25,00 %            |
| gae (개, Hund)   | 2    | 37,50 %            |
| geol (걸, Schaf) | 3    | 25,00 %            |
| yut (윷, Kuh)    | 4    | 6,25 %             |
| mo (모, Pferd)   | 5    | 6,25 %             |

### Spielverlauf
Das Spiel kann von zwei Personen oder zwei Mannschaften gespielt werden, im letzteren Fall wechseln sich die Spieler in den Mannschaften mit dem Werfen der Yut-Stäbe ab, wobei die Gesamtzahl der Mitspieler unbegrenzt ist.
Jeder Spieler/jede Mannschaft wirft zu Beginn einmal die Yut-Stäbe. Der Spieler/die Mannschaft mit dem höherwertigen Wurf beginnt. Danach wird im Wechsel gespielt, und die Spieler rücken die Spielsteine entsprechend der geworfenen Punktzahl auf dem Spielfeld vor. Bei yut und mo kann ein zweites Mal geworfen werden. Treten mehrere yut oder mo in Folge auf, fährt der Spieler fort zu werfen. Die Anzahl der möglichen Wurfwiederholungen ist unbegrenzt, unter der Voraussetzung, dass der Spieler weiterhin yut oder mo wirft. Dabei kann der Spielstein entweder direkt nach dem Wurf gezogen werden, oder die erreichten Punktzahlen werden angesammelt und am Ende der Wurf-Reihe wird die entsprechende Anzahl Felder vorgerückt.
Kommt ein Spielstein auf einem Feld zu liegen, das von einem gegnerischen Stein besetzt ist, muss dieser zurück an den Start. Trifft er allerdings auf einen Stein der eigenen Mannschaft, können diese beiden Spielsteine von nun an zusammen gezogen werden. In dem Fall, dass ein Spielstein auf einem Feld aufkommt, auf dem mehrere gegnerische Steine liegen, werden diese alle aus dem Spiel geworfen.
Die Spielsteine können nur vorwärts gezogen werden. Kommt ein Spielstein direkt auf einem der großen Felder in den Ecken oder in der Mitte auf, können -je nach Strategie- Abkürzungen gewählt werden. Insgesamt gibt es so vier mögliche Wege.
Das Spiel wird von dem Spieler (oder der Mannschaft) gewonnen, welcher als erster alle vier Steine ins Ziel bringt.
Das Ziel entspricht dem Startfeld. Oft wird in mehreren Runden gespielt (z. B. bis ein Spieler drei Runden gewonnen hat).

## Soziale Bedeutung
Yut ist in Korea ein populäres Familienspiel und wird traditionell vor allem am Seollal, dem koreanischen Neujahrstag gespielt.
Beim Spiel in großen Gruppen beteiligen sich diejenigen Mitspieler, die gerade nicht mit Werfen und Ziehen an der Reihe sind, durch lautes Diskutieren der Spielstrategie am Geschehen. Zuschauer und Mannschaftsmitglieder feuern die Spieler lauthals an oder wünschen ihnen bestimmte Wurfkombinationen. Die seltenen Würfe yut und mo lösen – insbesondere wenn sie mehrmals nacheinander geworfen werden – heftig geäußerte Aufregung oder Begeisterung aus.
Die Verlierer müssen Essen oder Trinken spendieren.

## Europäisierte Version

Europäisierter Spielplan mit violett unterlegten Eckpunkten

Das Spiel gibt es auch in europäisierten Formen, vor allem mit einem runden Spielbrett. Das Spiel wird Nyout genannt und lehnt sich stark an die antike Variante des Spiels an. Es hat dadurch eine einfache Erscheinungsform.
Es besteht aus einem Spielplan mit 29 schwarzen Kreisen. Neun bilden ein Kreuz und zwanzig sind rund herum arrangiert. Die Spielfiguren sind kleine Münzen mit eingravierten Pferden und heißen Mal. Die Spielwürfel heißen Pam-Nyout, sind aus Holz und zweiseitig. Die beiden Seiten sind unterschiedlich gestaltet, zum Beispiel die eine schwarz, die andere weiß oder die eine mit Sternchen, die andere ohne.
Dies ist eine Variante. Es gibt unterschiedliche Ausarbeitungen des Nyout mit Spielbrettern auf Holz, Leder oder Papier. Ebenso sind die Spielfiguren und Würfel unterschiedlich ausgearbeitet. Es gibt Würfel in Stäbchenform, halben Zylindern oder Münzform.
Die Spielregeln sind praktisch identisch. Der einzige Unterschied ist, dass bei der europäisierten Version auf einem Feld nach einem Eckpunkt begonnen wird. Dieses Startfeld ist oft anders gestaltet und wird Chut genannt.
Die Begriffe lehnen sich an die koreanischen Begriffe an, wobei viele nicht korrekt übersetzt sind.